# Aperite Portas Redemptori
Aperite Portas Redemptori (česky Otevřete brány Vykupiteli) je papežská bula, kterou vydal papež Jan Pavel II. 6. ledna 1983.
Tématem je připomenutí 1950. výročí od události vykoupení Ježíšem Kristem.